# Seppuku Paradigm
Seppuku Paradigm és un duet francès de música electrònica/música de cinema/rock. Actualment tenen la seu a París, França.
El seu nom es va inspirar en la mort de l'autor japonès Yukio Mishima que, després d'un cop d'estat fallit, es va suïcidar segons l'antiga tradició japonesa (seppuku o hara kiri) com a gest de protesta pública.
Compost pels germans Cortes, Alex (guitarra/programació) i Willie (veu/bateria/baix/programació), Seppuku Paradigm es va formar el 2005.
Abans de formar el grup, Willie havia llançat un àlbum de debut en solitari el 2004 amb un segell important (Willie Cortez: Farsuct'/Delabel/EMI). Alex, que és un antic membre del col·lectiu francès Downliners Sekt' (The Pledge EP /B:Cuts) també va aparèixer en directe i a l'estudi al costat de Willie per al projecte FARSUCT (les actuacions en directe van incloure els festivals "Printemps de Bourges", "Transmusicales" i l'acte d'obertura de Buck 65 a "Elysée Montmartre" a París).
El 2007 el duet va llançar de manera independent el seu primer EP Unedited/Unreviewed EP).
El mateix any la banda va escriure/produir tres cançons exclusives per a la pel·lícula de Julien Séri Scorpion.
La seva primera banda sonora original completa va ser per a la primera pel·lícula de Franck Vestiel Eden Log, amb la cantant Melissa Mars (estrenada als cinemes francesos el 26 de desembre de 2007; comprada per als EUA per Magnet).
El 2008 van compondre la partitura de la segona pel·lícula molt controvertida de Pascal Laugier Martyrs (sortida a França el setembre de 2008/comprada per a l'estrena als Estats Units per the Weinstein Company).
El seu darrer treball fins ara és la banda sonora original de Les Nuits rouges du bourreau de jade de Julien Carbon i Laurent Courtiaud per la qual van guanyar el premi 'Millor banda sonora original' al XLIII Festival Internacional de Cinema Fantàstic de Catalunya l'any 2010.

## Discografia
Seppuku Paradigm - Unedited/Unreviewed EP (2007/Label: Farsuct Global Communication/Dist: Wild Palms Music)

## Filmografia
- Música addicional (3 cançons) per a Scorpion (2007/Dir.: Julien Séri/Prod,: Imperia Films/Dist.: Bac Films/país: França)
- Banda sonora original completa de Eden Log (2007/Dir.: Franck Vestiel/Producció: Imperia Films/Dist: Bac Films]/País: França)
- Banda sonora original completa de Martyrs (2008/Dir.: Pascal Laugier/Prod: Eskwad]/Dist.: Wild Bunch]/país: França/Canadà)
- Banda sonora original completa de Les Nuits rouges du bourreau de jade (2009/Dir.): Julien Carbon i Laurent Courtiaud/Prod.:[5] Red East Pictures]/Dist.: Film Distribution[6] /país:Hong Kong/França)

Curtmetratges
- Banda sonora original completa de la pel·lícula de fans Welcome to Hoxford[7] (2011/Dir: Julien Mokrani & Samuel Bodin /Prod.: Six Pieds Sur Terre[8] /país: França)
- Banda sonora original completa de On the Other Side‘[9]’ (2010/Dir.: Robin Veret/Prod: Rez Creative Labs[10]/país: Canadà)

## Premis
- 2010 – Millor banda sonora per Les Nuits rouges du bourreau de jade, XLIII Festival Internacional de Cinema Fantàstic de Catalunya.[11]

## Altres
Música per al tràiler del joc Far Cry 2 publicat per Ubisoft (MONTREAL – CANADÀ). (2008)